# Canthon latipes
Canthon latipes är en skalbaggsart som beskrevs av Blanchard 1843. Canthon latipes ingår i släktet Canthon och familjen bladhorningar.

## Underarter
Arten delas in i följande underarter:
- C. l. atricornis
- C. l. viridans